# クロス・マーケティンググループ
株式会社クロス・マーケティンググループ（英: Cross Marketing Group Inc.）は、東京都新宿区に本社を置き、顧客のマーケティングプロセスを総合的に支援する日本の企業。連結子会社31社、持分法適用会社4社で構成される企業グループ。

## 概要
インターネットを用いたリサーチ事業を目的として、2003年4月に株式会社クロス・マーケティング設立。順調に売り上げを伸ばし、2008年10月に会社設立から5年半で東証マザーズに上場。
その後、グループインタビューや会場調査などの対面によるリサーチサービスを拡充。2011年よりシステム開発などのITソリューション事業を開始。2012年初の海外拠点を上海に開設。2013年6月に持株会社体制に移行。2018年、東京証券取引所市場第一部（現 プライム市場）へ上場市場変更。データ収集・分析、コンサルティング、プロモーション活動の実行など世界20拠点以上で事業を展開。顧客のマーケティングプロセスを総合的に支援する。
事業は大きくデジタルマーケティング事業、データマーケティング事業、インサイト事業の３つに区分される。デジタルマーケティング事業では、セールスプロモーション、SNS/インフルエンサーマーケティング、デジタル広告、アニメや漫画などのコンテンツを活用したIPプロモーション、スマホアプリやWebなどのシステム開発‧運用‧保守などのITソリューションサービスを行う。
データマーケティング事業およびインサイト事業では、祖業のインターネットリサーチをはじめ、グループインタビュー、会場調査、店頭調査、海外調査、リサーチ後のコンサルティング、データ活用支援などを行う。
どの事業も1,395万人のパネルネットワークを活用することで、顧客のマーケティングプロセスを総合的に支援している。

## 沿革
- 2003年
  - 4月 - インターネットを用いたリサーチ事業を目的として、東京都渋谷区において株式会社クロス・マーケティングを設立（資本金1,000万円）[3]
  - 10月 - 株式会社アクシブドットコム（現・株式会社VOYAGE GROUP）と業務提携
- 2004年
  - 1月 - 本社を東京都中央区銀座に移転
  - 9月 - プライバシーマーク認定事業者に認定[4]
- 2006年
  - 3月 - 簡易集計アプリケーション「REAL CROSS （現Cross Finder2）」 を提供開始
  - 5月 - アクシブドットコムとの業務提携を発展的に解消し、新たに株式会社ECナビ（現・VOYAGE GROUP）及びその子会社株式会社リサーチパネルと資本提携、業務提携
- 2008年
  - 9月 - 株式会社クレディセゾンおよび株式会社リサーチパネルと提携、インターネットリサーチサービス「永久不滅リサーチ」提供開始
  - 10月 - 東京証券取引所マザーズ市場に株式を上場
- 2011年
  - 2月 - 楽天リサーチ株式会社（現・楽天インサイト株式会社）と、モニターデータベースの共同開発に向け業務提携
  - 8月 - 株式会社インデックスからモバイル向けソリューション事業の一部を譲受。株式会社クロス・コミュニケーション（連結子会社）が営業開始
- 2012年
  - 5月 - 酷络司商务咨询(上海)有限公司（連結子会社）を設立
- 2013年
  - 4月 - 株式会社UNCOVER TRUTH（連結子会社）を設立
  - 6月 - 株式移転により持株会社の株式会社クロス・マーケティンググループを設立。同社がクロス・マーケティングに代わり東京証券取引所マザーズ市場に上場[5]
  - 7月 - シンガポールにCross Marketing Asia Pte. Ltd.（連結子会社）を設立
  - 8月 - Markelytics Solutions India Private Limited（連結子会社）及びMedePanel Online Inc.（連結子会社）の株式を取得
  - 11月 - 株式交換により株式会社ユーティルを連結子会社化
- 2014年
  - 1月 - Union Panels Pte.Ltd.（連結子会社）を設立
  - 5月 - 本社を東京都新宿区西新宿の東京オペラシティタワーに移転
  - 11月 - Kadence International Business Research Pte.Ltd.（連結子会社）の株式を取得
- 2015年
  - 1月 - 株式会社リサーチ・アンド・ディベロプメント（連結子会社）の株式を追加取得
  - 4月 - 株式会社メディリード（連結子会社）及び株式会社ディーアンドエム（連結子会社）を設立
- 2018年
  - 3月 - 東京証券取引所第一部に市場変更
- 2020年
  - 1月 - 株式会社ウィズワークを設立
  - 10月 - 株式会社クロス・マーケティング、株式会社リサーチ・アンド・ディベロプメントとの合併を完了
- 2021年
  - 1月 - 株式会社ドゥ・ハウスを子会社化
  - 7月 - 株式会社メタサイトを設立
- 2022年
  - 1月 - スキップ株式会社を子会社化
  - 3月 - 株式会社クロス・マーケティング、株式会社ショッパーズアイとの合併を完了
  - 3月 - 株式会社REECH、ノフレ食品株式会社、株式会社ノフレコミュニケーションズを子会社化
  - 8月 - 株式会社Infidexを子会社化
  - 11月 - 株式会社MDIUを子会社化
- 2023年
  - 4月 - 株式会社クロス・コミュニケーション、株式会社ノフレコミュニケーションズとの合併を完了
  - 5月 - 株式会社トキオ・ゲッツを子会社化
  - 7月 - 株式会社ドゥ・ハウス、スキップ株式会社との合併を完了／株式会社ウィズワーク、株式会社Infidexとの合併を完了
- 2024年
  - 1月 - 株式会社Fittio、商号を株式会社オルタナエクスに変更／株式会社ドゥ・ハウス、株式会社ディーアンドエムと合併し商号を株式会社エクスクリエに変更
  - 3月 - 株式会社UNCOVER TRUTHの株式を譲渡
  - 4月 - 株式会社クリエイティブリソースインスティチュートを子会社化
  - 5月 - からだラボラトリー株式会社、商号を株式会社パスクリエに変更

## 事業
- デジタルマーケティング事業
- データマーケティング事業
- インサイト事業

## 主な子会社
- 株式会社クロス・マーケティング
- 株式会社メタサイト
- 株式会社メディリード
- 株式会社ウィズワーク
- エンバイロセルジャパン株式会社
- 株式会社エクスクリエ
- 株式会社パスクリエ
- 株式会社クロス・コミュニケーション
- 株式会社オルタナエクス
- 株式会社クリエイティブリソースインスティチュート
- 株式会社トキオ・ゲッツ
- 株式会社トラフィックス
- 株式会社REECH
- 株式会社クロス・プロップワークス
- ノフレ食品株式会社
- 株式会社MDIU
- Kadence International Business Research Pte.Ltd.
- Kadence International (Thailand) Co., Ltd.
- Kadence International Inc. CHINA
- 株式会社クロスベンチャーズ